# Saint-Germain-de-Joux
Pour les articles homonymes, voir Saint-Germain.
Saint-Germain-de-Joux est une commune française, située dans le département de l'Ain en région Auvergne-Rhône-Alpes.
Les habitants de Saint-Germain-de-Joux s'appellent les San-Germinois.

## Géographie
Le village de Saint-Germain est situé dans la cluse de Nantua à Bellegarde-sur-Valserine au confluent de la Semine et du Combet.

### Climat
Pour des articles plus généraux, voir Climat d'Auvergne-Rhône-Alpes et Climat de l'Ain.
En 2010, le climat de la commune est de type climat de montagne, selon une étude du CNRS s'appuyant sur une série de données couvrant la période 1971-2000. En 2020, Météo-France publie une typologie des climats de la France métropolitaine dans laquelle la commune est exposée à un climat de montagne ou de marges de montagne et est dans la région climatique Jura, caractérisée par une forte pluviométrie en toutes saisons (1 000 à 1 500 mm/an), des hivers rigoureux et un ensoleillement médiocre.
Pour la période 1971-2000, la température annuelle moyenne est de 10 °C, avec une amplitude thermique annuelle de 17,7 °C. Le cumul annuel moyen de précipitations est de 1 657 mm, avec 11,9 jours de précipitations en janvier et 8,9 jours en juillet. Pour la période 1991-2020, la température moyenne annuelle observée sur la station météorologique de Météo-France la plus proche, sur la commune de Giron à 6 km à vol d'oiseau, est de 8,4 °C et le cumul annuel moyen de précipitations est de 1 672,4 mm,. Pour l'avenir, les paramètres climatiques de la commune estimés pour 2050 selon différents scénarios d'émission de gaz à effet de serre sont consultables sur un site dédié publié par Météo-France en novembre 2022.

## Urbanisme

### Typologie
Au 1er janvier 2024, Saint-Germain-de-Joux est catégorisée commune rurale à habitat dispersé, selon la nouvelle grille communale de densité à 7 niveaux définie par l'Insee en 2022.
Elle est située hors unité urbaine et hors attraction des villes,.

### Occupation des sols
L'occupation des sols de la commune, telle qu'elle ressort de la base de données européenne d’occupation biophysique des sols Corine Land Cover (CLC), est marquée par l'importance des forêts et milieux semi-naturels (78,1 % en 2018), une proportion sensiblement équivalente à celle de 1990 (77,5 %). La répartition détaillée en 2018 est la suivante : 
forêts (78,1 %), prairies (18,4 %), zones industrielles ou commerciales et réseaux de communication (3,5 %).
L'évolution de l’occupation des sols de la commune et de ses infrastructures peut être observée sur les différentes représentations cartographiques du territoire : la carte de Cassini (XVIIIe siècle), la carte d'état-major (1820-1866) et les cartes ou photos aériennes de l'IGN pour la période actuelle (1950 à aujourd'hui).

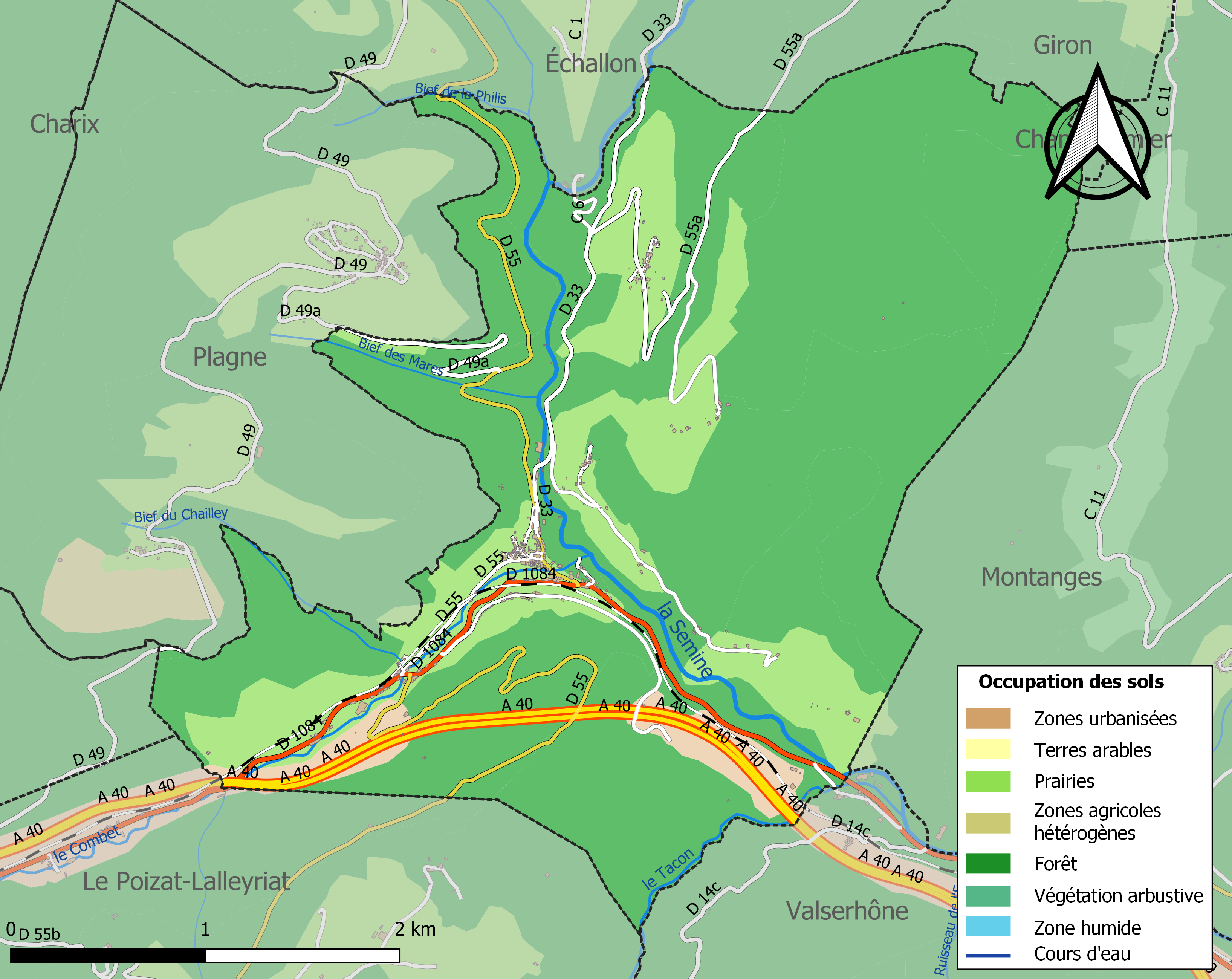
Carte des infrastructures et de l'occupation des sols de la commune en 2018 (CLC).

## Histoire
Pendant l'été 1282, l'armée du comte de Savoie assiège et s'empare du château de Saint-Germain-de-Joux.
Pendant la Révolution française, Saint-Germain-de-Joux prend le nom révolutionnaire de Joux-la-Montagne.
En 1845, les hameaux de Plagne et de Tré-Montréal furent détachés pour créer avec Chaillet, un hameau détaché de Charix la commune de Plagne.

## Toponymie
Durant la Révolution française, la commune prend temporairement les noms de Joux-la-Montagne et Combet.

## Héraldique
| Blason de Saint-Germain-de-Joux | Blason  | Parti : au 1er de sinople au sapin de sable terrassé d'or, au 2e de sinople à la chèvre rampante d'or ; le tout sur une champagne d'azur chargée d'une truite contournée d'argent. |
| Blason de Saint-Germain-de-Joux | Détails | Le statut officiel du blason reste à déterminer. |

## Politique et administration

### Découpage territorial
La commune de Saint-Germain-de-Joux est membre de la communauté de communes Terre Valserhône, un établissement public de coopération intercommunale (EPCI) à fiscalité propre créé le 30 décembre 2002 dont le siège est à Valserhône. Ce dernier est par ailleurs membre d'autres groupements intercommunaux.
Sur le plan administratif, elle est rattachée à l'arrondissement de Nantua, au département de l'Ain et à la région Auvergne-Rhône-Alpes. Sur le plan électoral, elle dépend du canton de Valserhône pour l'élection des conseillers départementaux, depuis le redécoupage cantonal de 2014 entré en vigueur en 2015, et de la troisième circonscription de l'Ain  pour les élections législatives, depuis le dernier découpage électoral de 2010.

### Administration municipale
| Période                                  | Période   | Identité             | Étiquette | Qualité |
| ---------------------------------------- | --------- | -------------------- | --------- | ------- |
| juin 1995                                | mars 2001 | Christian Cortinovis |           |         |
| mars 2001                                | mars 2008 | Jean-Luc Boucher     |           |         |
| mars 2008                                | En cours  | Gilles Thomasset     | SE        | Employé |
| Les données manquantes sont à compléter. |           |                      |           |         |

## Démographie
L'évolution du nombre d'habitants est connue à travers les recensements de la population effectués dans la commune depuis 1793. Pour les communes de moins de 10 000 habitants, une enquête de recensement portant sur toute la population est réalisée tous les cinq ans, les populations de référence des années intermédiaires étant quant à elles estimées par interpolation ou extrapolation. Pour la commune, le premier recensement exhaustif entrant dans le cadre du nouveau dispositif a été réalisé en 2005.

En 2022, la commune comptait 505 habitants, en évolution de −0,39 % par rapport à 2016 (Ain : +5,15 %, France hors Mayotte : +2,11 %).
| 1793 | 1800 | 1806  | 1821 | 1831  | 1836  | 1841  | 1846 | 1851 |
| ---- | ---- | ----- | ---- | ----- | ----- | ----- | ---- | ---- |
| 943  | 965  | 1 046 | 942  | 1 193 | 1 097 | 1 168 | 938  | 948  |

| 1856 | 1861 | 1866 | 1872 | 1876 | 1881 | 1886 | 1891 | 1896 |
| ---- | ---- | ---- | ---- | ---- | ---- | ---- | ---- | ---- |
| 884  | 791  | 810  | 805  | 780  | 965  | 800  | 840  | 783  |

| 1901 | 1906 | 1911 | 1921 | 1926 | 1931 | 1936 | 1946 | 1954 |
| ---- | ---- | ---- | ---- | ---- | ---- | ---- | ---- | ---- |
| 782  | 766  | 790  | 755  | 740  | 754  | 685  | 649  | 705  |

| 1962 | 1968 | 1975 | 1982 | 1990 | 1999 | 2005 | 2006 | 2010 |
| ---- | ---- | ---- | ---- | ---- | ---- | ---- | ---- | ---- |
| 706  | 615  | 546  | 536  | 465  | 476  | 494  | 496  | 480  |

| 2015 | 2020 | 2022 | - | - | - | - | - | - |
| ---- | ---- | ---- | - | - | - | - | - | - |
| 507  | 502  | 505  | - | - | - | - | - | - |

## Culture et patrimoine

### Lieux et monuments
- Église Saint-Nicolas de Saint-Germain-de-Joux.
- Chapelle du cimetière de Saint-Germain-de-Joux.
- Les marmites de géant[22].

## Personnalité liée à la commune
- Léon Lyasse (1864-1914) : ingénieur maritime, né à Saint-Germain-de-Joux.
- Jean Tardieu (1903-1995) : poète, né à Saint-Germain-de-Joux.
- René Vuaillat (1923-1992) : ingénieur et résistant, né à Saint-Germain-de-Joux.

## Évènements
- Festival d'harmonium (7e édition début juillet 2011)